# Persone di nome Michelle
| Questa pagina contiene informazioni ricavate automaticamente dalle voci biografiche con l'ausilio del template Bio e di un bot. L'aggiornamento è periodico e automatico e ricostruisce completamente la pagina. Se manca una persona in questa lista, sei pregato di non aggiungerla, ma accertati piuttosto che la sua voce biografica contenga il template Bio e che i dati anagrafici siano correttamente compilati. Se il template Bio manca, inseriscilo tu stesso o, in alternativa, metti l'avviso {{tmp\|Bio}} che ne segnala la mancanza. Se i dati riportati sono sbagliati, correggi direttamente la voce biografica; le modifiche saranno visibili in questa lista entro pochi giorni. Per chiarimenti vedi il progetto antroponimi. La lista contiene solo le 145 persone che sono citate nell'enciclopedia e per le quali è stato implementato correttamente il template Bio. Pagina aggiornata al 6 ago 2025. |

Questa è una lista di persone presenti nell'enciclopedia che hanno il nome Michelle, suddivise per attività principale.

## Allenatrici di pallacanestro(1)
- Michelle González, allenatrice di pallacanestro e ex cestista portoricana (San Juan, n. 1989)

## Arciere(1)
- Michelle Kroppen, arciera tedesca (Kevelaer, n. 1996)

## Artisti marziali misti(1)
- Michelle Waterson, artista marziale misto e modella statunitense (Colorado Springs, n. 1986)

## Astronome(1)
- Michelle Thaller, astronoma statunitense (Waukesha, n. 1969)

## Attiviste(1)
- Michelle Bolsonaro, attivista brasiliana (Ceilândia, n. 1982)

## Attrici(36)
- Michelle Ang, attrice neozelandese (Christchurch, n. 1983)
- Michelle Bauer, attrice statunitense (Montebello, n. 1958)
- Michelle Borth, attrice statunitense (Secaucus, n. 1978)
- Michelle Burke, attrice statunitense (Ohio, n. 1970)
- Michelle Carpente, attrice, autrice televisiva e conduttrice televisiva italiana (Roma, n. 1988)
- Michelle Clunie, attrice statunitense (Portland, n. 1969)
- Michelle Creber, attrice, doppiatrice e cantante canadese (Canada, n. 1999)
- Michelle Dockery, attrice britannica (Romford, n. 1981)
- Michelle Fairley, attrice nordirlandese (Coleraine, n. 1963)
- Michelle Forbes, attrice statunitense (Austin, n. 1965)
- Michelle Gayle, attrice e cantante britannica (Londra, n. 1971)
- Michelle Goh, attrice singaporiana (Singapore, n. 1973)
- Michelle Gomez, attrice britannica (Glasgow, n. 1966)
- Michelle Horn, attrice statunitense (Pasadena, n. 1987)
- Michelle Hurd, attrice statunitense (New York, n. 1966)
- Michelle Hurst, attrice statunitense (Brooklyn, n. 1953)
- Michelle Jenner, attrice spagnola (Barcellona, n. 1986)
- Michelle Johnson, attrice e ex modella statunitense (Anchorage, n. 1965)
- Michelle Keegan, attrice britannica (Stockport, n. 1987)
- Michelle Krusiec, attrice statunitense (n. 1974)
- Michelle Lukes, attrice e doppiatrice britannica (Londra, n. 1984)
- Michelle Meyrink, attrice canadese (Vancouver, n. 1962)
- Michelle Nicastro, attrice, cantante e doppiatrice statunitense (Washington, n. 1960 - Los Angeles, † 2010)
- Michelle Monaghan, attrice statunitense (Winthrop, n. 1976)
- Michelle Olvera, attrice messicana (Monterrey, n. 1998)
- Michelle Pfeiffer, attrice statunitense (Santa Ana, n. 1958)
- Michelle Ryan, attrice britannica (Londra, n. 1984)
- Michelle Saram, attrice singaporiana (Singapore, n. 1974)
- Michelle Ray Smith, attrice e modella statunitense (Bloomfield, n. 1974)
- Michelle Stafford, attrice statunitense (Chicago, n. 1965)
- Michelle Terry, attrice, direttrice artistica e regista teatrale britannica (Weston-super-Mare, n. 1979)
- Michelle Thomas, attrice statunitense (Boston, n. 1968 - New York, † 1998)
- Michelle Trachtenberg, attrice e modella statunitense (New York, n. 1985 - New York, † 2025)
- Michelle Veintimilla, attrice statunitense (n. 1992)
- Michelle Williams, attrice statunitense (Kalispell, n. 1980)
- Michelle Yeoh, attrice malaysiana (Ipoh, n. 1962)

## Attrici pornografiche(5)
- Tori Black, attrice pornografica statunitense (Seattle, n. 1988)
- Natasha Kiss, ex attrice pornografica italiana (Cairo Montenotte, n. 1973)
- Michelle Ferrari, ex attrice pornografica italiana (La Spezia, n. 1983)
- Mia Isabella, attrice pornografica statunitense (Chicago, n. 1985)
- Belladonna, ex attrice pornografica statunitense (Biloxi, n. 1981)

## Avvocate(1)
- Michelle Obama, avvocata e scrittrice statunitense (Chicago, n. 1964)

## Calciatori(1)
- Michelle Arturo Castro, ex calciatore messicano (Città del Messico, n. 1989)

## Calciatrici(3)
- Michelle Agyemang, calciatrice inglese (South Ockendon, n. 2006)
- Michelle Akers, ex calciatrice statunitense (Santa Clara, n. 1966)
- Michelle Heyman, calciatrice australiana (Shellharbour, n. 1988)

## Canottiere(1)
- Michelle Guerette, canottiera statunitense (Bristol, n. 1980)

## Cantanti(8)
- Michelle Courtens, cantante e violoncellista olandese (Venray, n. 1981)
- Michelle McManus, cantante e personaggio televisivo britannica (Glasgow, n. 1980)
- Davina Michelle, cantante olandese (Rotterdam, n. 1995)
- Michelle Stephenson, cantante, conduttrice televisiva e giornalista britannica (Abingdon-on-Thames, n. 1977)
- Drew Sycamore, cantante danese (Hobro, n. 1990)
- Mika Urbaniak, cantante statunitense (New York, n. 1980)
- Mica Paris, cantante, conduttrice televisiva e conduttrice radiofonica britannica (Grande Londra, n. 1969)
- Michelle Wright, cantante canadese (Chatham-Kent, n. 1961)

## Cantautrici(2)
- Michelle Branch, cantautrice e chitarrista statunitense (Sedona, n. 1983)
- Meshell Ndegeocello, cantautrice, rapper e bassista statunitense (Berlino, n. 1969)

## Cestiste(12)
- Michelle Brogan, ex cestista australiana (Adelaide, n. 1973)
- Michelle Campbell, ex cestista statunitense (Carson, n. 1974)
- Michelle Campbell, ex cestista statunitense (Waterloo, n. 1984)
- Michelle Chandler, ex cestista australiana (Geelong, n. 1974)
- Michelle Edwards, ex cestista, dirigente sportivo e allenatrice di pallacanestro statunitense (Boston, n. 1966)
- Michelle Greco, ex cestista statunitense (La Crescenta-Montrose, n. 1980)
- Michelle Hendry, ex cestista canadese (Terrace, n. 1970)
- Michelle Marciniak, ex cestista e allenatrice di pallacanestro statunitense (Macungie, n. 1973)
- Michelle Maslowski, ex cestista statunitense (Jersey City, n. 1979)
- Michelle Palmisano, ex cestista statunitense (Ventura, n. 1973)
- Michelle Plouffe, cestista canadese (Edmonton, n. 1992)
- Nikki Teasley, ex cestista statunitense (Washington, n. 1979)

## Comiche(1)
- Michelle Buteau, comica, attrice e conduttrice televisiva statunitense (New Jersey, n. 1977)

## Conduttrici televisive(1)
- Michelle Hunziker, conduttrice televisiva, showgirl e attrice svizzera (Sorengo, n. 1977)

## Dirigenti sportivi(1)
- Shelley Kerr, dirigente sportivo, allenatrice di calcio e ex calciatrice scozzese (Broxburn, n. 1969)

## Giocatrici di badminton(1)
- Michelle Li, giocatrice di badminton canadese (Hong Kong, n. 1991)

## Golfiste(1)
- Michelle Wie, golfista statunitense (Honolulu, n. 1989)

## Hockeiste su ghiaccio(1)
- Michelle Karvinen, hockeista su ghiaccio finlandese (Rødovre, n. 1990)

## Mezzosoprani(1)
- Pauline Viardot, mezzosoprano, pianista e compositrice francese (Parigi, n. 1821 - Parigi, † 1910)

## Militari(1)
- Michelle Norris, militare inglese

## Modelle(7)
- Michelle Alves, supermodella brasiliana (Londrina, n. 1978)
- Michelle Beaurain, modella francese (n. 1950)
- Michelle Buswell, modella statunitense (Orange Park, n. 1983)
- Michelle Colón, modella portoricana (Bayamón, n. 2000)
- Michelle McLean, modella namibiana (Windhoek, n. 1972)
- Michelle Rocca, modella irlandese (Dublino, n. 1961)
- Michelle Royer, modella statunitense (Fort Worth, n. 1966)

## Nuotatrici(8)
- Michelle Alonso Morales, nuotatrice spagnola (Tenerife, n. 1994)
- Michelle Cameron, nuotatrice artistica canadese (Calgary, n. 1962)
- Michelle Coleman, nuotatrice svedese (Vallentuna, n. 1993)
- Michelle Ford, ex nuotatrice australiana (Sydney, n. 1962)
- Michelle MacPherson, ex nuotatrice canadese (Toronto, n. 1966)
- Michelle Pearson, ex nuotatrice australiana (n. 1964)
- Michelle Smith, ex nuotatrice irlandese (Rathcoole, n. 1969)
- Michelle Williams, nuotatrice canadese (Pretoria, n. 1991)

## Ostacoliste(4)
- Michelle Freeman, ex ostacolista e velocista giamaicana (St. Catherine, n. 1969)
- Michelle Jenneke, ostacolista australiana (Kenthurst, n. 1993)
- Michelle Perry, ex ostacolista e multiplista statunitense (Los Angeles, n. 1979)
- Michelle Smith, ostacolista, mezzofondista e velocista americo-verginiana (Saint Croix, n. 2006)

## Pallavoliste(5)
- Michelle Bartsch, pallavolista statunitense (Maryville, n. 1990)
- Michelle Cardona, pallavolista portoricana (Toa Baja, n. 1981)
- Michelle Nogueras, pallavolista portoricana (n. 1988)
- Michelle Pavão, pallavolista brasiliana (Rio de Janeiro, n. 1986)
- Michelle Strizak, pallavolista statunitense (Cincinnati, n. 1994)

## Pattinatrici artistiche su ghiaccio(1)
- Michelle Kwan, ex pattinatrice artistica su ghiaccio statunitense (Torrance, n. 1980)

## Pattinatrici di short track(1)
- Michelle Velzeboer, pattinatrice di short track olandese (n. 2003)

## Pentatlete(1)
- Michelle Gulyás, pentatleta ungherese (Londra, n. 2000)

## Pesiste(1)
- Michelle Carter, pesista statunitense (San Jose, n. 1985)

## Pilote motociclistiche(1)
- Michelle Duff, pilota motociclistica canadese (Toronto, n. 1939 - † 2025)

## Politiche(8)
- Michelle Donelan, politica britannica (Whitley, n. 1984)
- Michelle O'Neill, politica irlandese (Fermoy, n. 1977)
- Michelle Fischbach, politica statunitense (Woodbury, n. 1965)
- Michelle Lujan Grisham, politica e avvocata statunitense (Los Alamos, n. 1959)
- Michelle McIlveen, politica nordirlandese (Newtownards, n. 1971)
- Michelle Salzman, politica statunitense (Texas, n. 1977)
- Michelle Steel, politica statunitense (Seul, n. 1955)
- Michelle Wu, politica statunitense (Chicago, n. 1985)

## Produttrici televisive(1)
- Michelle Mizner, produttrice televisiva e montatrice statunitense (Tulare)

## Rapper(1)
- Michie Mee, rapper e attrice canadese (Kingston, n. 1970)

## Sceneggiatrici(2)
- Michelle Ashford, sceneggiatrice e produttrice cinematografica statunitense (n. 1960)
- Michelle King, sceneggiatrice e produttrice televisiva statunitense (n. 1958)

## Sciatrici alpine(4)
- Michelle Gisin, sciatrice alpina svizzera (Samedan, n. 1993)
- Michelle McKendry, ex sciatrice alpina canadese (Orangeville, n. 1967)
- Michelle Morik, ex sciatrice alpina austriaca (n. 1990)
- Michelle Niederwieser, sciatrice alpina austriaca (n. 1999)

## Scrittrici(4)
- Michelle de Kretser, scrittrice australiana (Colombo, n. 1957)
- Michelle Magorian, scrittrice britannica (Portsmouth, n. 1947)
- Michelle Moran, scrittrice statunitense (San Fernando Valley, n. 1980)
- Michelle Paver, scrittrice britannica (n. 1960)

## Snowboarder(1)
- Michelle Dekker, snowboarder olandese (Zoetermeer, n. 1996)

## Storiche(2)
- Michelle Bubenicek, storica francese (Nantes, n. 1971)
- Michelle Perrot, storica francese (Parigi, n. 1928)

## Tenniste(3)
- Michelle Jaggard-Lai, ex tennista australiana (Sydney, n. 1969)
- Michelle Torres, ex tennista statunitense (Chicago, n. 1967)
- Michelle Tyler, ex tennista britannica (n. 1958)

## Tipografe(1)
- Michelle Nicod, tipografa svizzera (Quemigny-sur-Seine - Ginevra, † 1618)

## Triatlete(1)
- Michelle Dillon, triatleta britannica (Wembley, n. 1973)

## Tuffatrici(1)
- Michelle Heimberg, tuffatrice svizzera (Wettingen, n. 2000)

## Umaniste(1)
- Michelle de Saubonne, umanista francese (Saintonge, † 1549)

## Velociste(3)
- Michelle Baptiste, ex velocista e lunghista santaluciana (n. 1977)
- Michelle Burgher, velocista giamaicana (Kingston, n. 1977)
- Michelle Finn-Burrell, ex velocista statunitense (Orlando, n. 1965)

## Wrestler(1)
- Michelle McCool, wrestler statunitense (Palatka, n. 1980)